# 库林木属
库林木属（学名：Kurrimia），也称大叶鼠刺属，是南鼠刺科下的一个属。该属共有约5种，分布于亚洲热带地区。

## 下属物种
本属包括以下物种：
- Kurrimia macrophylla Wall., 1832
- Kurrimia paniculata (Arn.) Wall. ex Arn., 1836
- Kurrimia robusta Kurz ex M.A.Lawson, 1875